# Saint-Baslemont
Saint-Baslemont település Franciaországban, Vosges megyében. Lakosainak száma 84 fő (2022. január 1.). Saint-Baslemont Lignéville, Provenchères-lès-Darney, Relanges és Thuillières községekkel határos.

## Népesség
A település népessége az elmúlt években az alábbi módon változott:
| Lakosok száma | 81   | 81   | 80   | 79   | 78   | 77   | 81   | 84   |
|               | 2013 | 2015 | 2017 | 2018 | 2019 | 2020 | 2021 | 2022 |